# Пуерто Ла Крус
Пуерто Ла Крус (на испански: Puerto La Cruz) е град във Венецуела. Населението му е 243 572 жители (по данни от 2011 г.), а площта е 244 кв. км. Основан е през 1862 г. Намира се в часова зона UTC-4:30 на 10 м н.в. Пощенският му код е 6023.

## Побратимени градове
- Пуерто де ла Крус, Испания
- Санта Круз, САЩ